# Wjasowe (Konotop)
Wjasowe (ukrainisch В'язове; russisch Вязовое Wjasowoje) ist ein Dorf im Westen der ukrainischen Oblast Sumy mit etwa 1000 Einwohnern (2004).

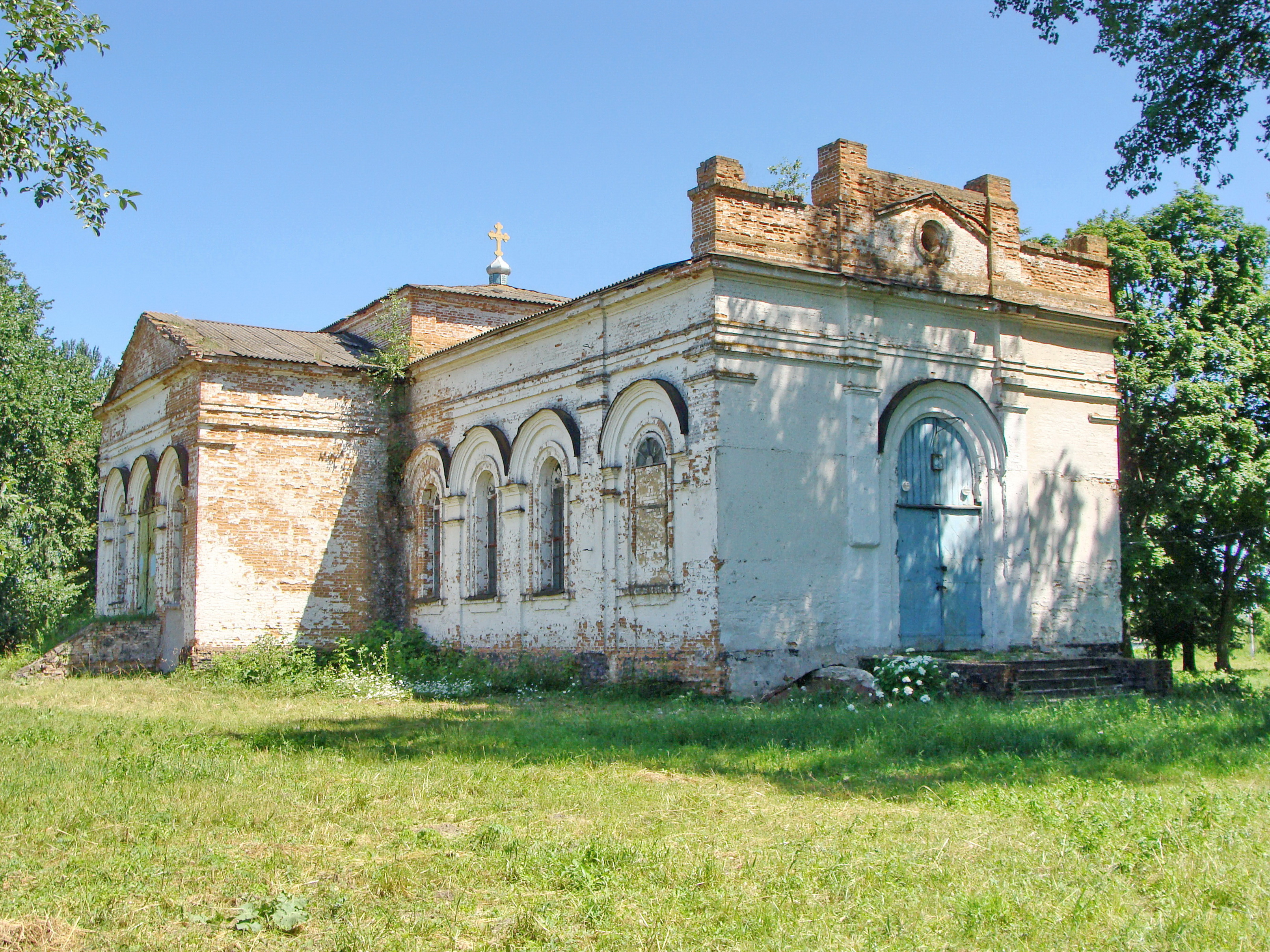
Kirchenruine aus dem 18. Jahrhundert in Wjasowe

Wjasowe liegt am linken Ufer des Jesutsch (Єзуч), einem 57 km langen Nebenfluss des Seim und an der Territorialstraße T–19–10. Das Rajonzentrum Konotop liegt 17 km westlich und das Oblastzentrum Sumy 125 km südöstlich vom Dorf.
Am 12. Juni 2020 wurde das Dorf ein Teil der neugegründeten Siedlungsgemeinde Dubowjasiwka, bis dahin bildete es zusammen mit den Dörfern Schyhajliwka (Жигайлівка), Sowynka (Совинка) und Tscherwonyj Jar (Червоний Яр) die gleichnamige Landratsgemeinde Wjasowe (В'язівська сільська рада/Wjasiwska silska rada) im Osten des Rajons Konotop.

## Persönlichkeiten
Im Dorf kam 1928 der Maler Mykola Storoschenko (Стороженко Микола Андрійович † 2015) zur Welt.